# محاري حوري
محاري حوري (الاسم العلمي: Pleurotus populneus) هو نوع من الفطريات يتبع جنس المحاري من فصيلة المحارية.